# نظرية المؤامرة

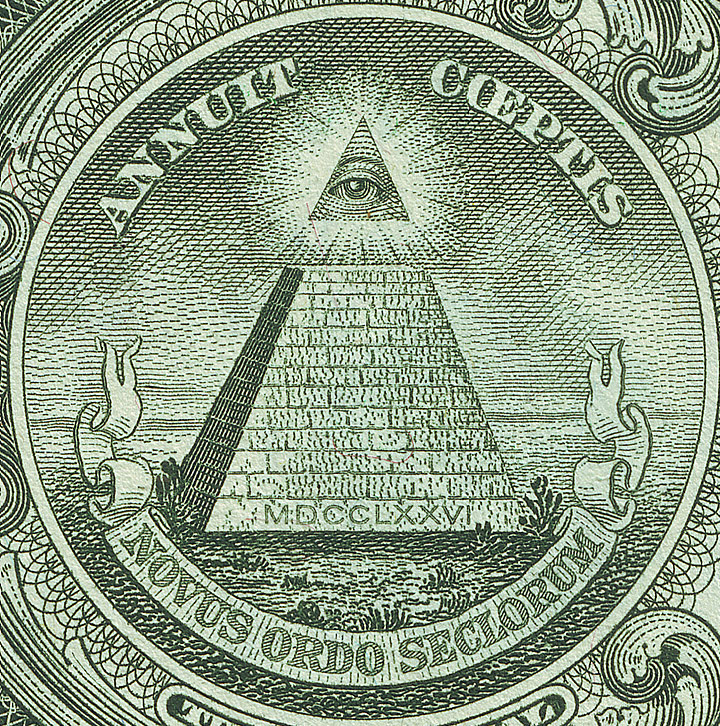
عين العناية الإلهية موجودة على ورقة نقد من فئة واحد دولار، يؤمن بعض أتباع نظريات المؤامرة أنها دليل على مؤامرة شارك فيها الآباء المؤسسون للولايات المتحدة والمتنورون.

نظرية المؤامرة (بالإنجليزية: Conspiracy Theory)‏ هو مصطلح انتقاصي يشير إلى شرح لحدث أو موقف اعتماداً على مؤامرة لا مبرر لها، وعموماً تأخذ المؤامرة في مضمونها على أفعال غير قانونية أو مؤذية تنفذها حكومة أو منظمة أو أفراد. تُنتج نظريات المؤامرة في أغلب الحالات افتراضات تتناقض مع الفهم التاريخي السائد للحقائق البسيطة.
وفقاً للعالم السياسي مايكل باركون، تعتمد نظريات المؤامرة على نظرة أن الكون محكوم بتصميم ما، وتتجسد في ثلاث مبادئ: لا شيء يحدث بالصدفة، ولا شيء يكون كما يبدو عليه، وكل شيء مرتبط ببعضه.:3–4 أحد الصفات الشائعة هي تطور نظريات المؤامرة هذه لتدمج في تفاصيلها أي دليل موجود ضدهم، ليصبحوا بذلك جملة مغلقة غير قابلة للدحض وعليه تصبح نظرية المؤامرة «مسألة إيمان بدلاً من دليل».:7:10

## المصطلح
ورد هذا المصطلح لأول مرة في مقالة اقتصادية عام 1920، ولكن جرى تداوله في العام 1960، وتمت بعد ذلك إضافته إلى قاموس أكسفورد عام 1997.
تختلف تعريفات مصطلح نظرية المؤامرة باختلاف وجهات نظر أصحابها، يمكن القول بأن المؤامرة بها طرفين رئيسين، هما المتآمر (وهم الحكومات عادةً) والمُتآمر عليه (وهو الشعب عادةً) لإخفاء الحقيقة، وهي (مثلما واضح من التسمية) مقتبسة من الفعل تآمر والذي يعني صياغة أكاذيب بشكل منظم، فقد تحدث في المنزل وقد تحدث في العمل وقد تحدث في الدولة وقد تحدث على مستوى عالمي، هذا على المستوى المكان، وعلى مستوى الزمان أيضاً هو غير محدود، ولا بد فيها من وجود طرف متآمر (والذي يفعلها عن قصد) وطرف مُتآمر عليه، وقد يكون أطراف هذه المؤامرة أو أحدهم على علم بها، وقد تتم المؤامرة دون علم المستهدفين بها، ودائماً تأخذ شكل التهمة، نظراً للشكوك التي يشعر بها المتَهِم، ويذهب أنصار نظرية المؤامرة إلى تعاريف أوسع من مجرد مصطلح ومثلاً:
قيام طرف ما معلوم أو غير معلوم بعمل منظم سواءً بوعي أو بدون وعي، سراً أو علناً، بالتخطيط للوصول لهدف ما مع طرف آخر ويتمثل الهدف غالباً في تحقيق مصلحةٍ ما أو السيطرة على تلك الجهة، ومن ثم تنفيذ خطوات تحقيق الهدف من خلال عناصر معروفة أو غير معروفة.

## أمثلة على بعض نظريات المؤامرة

### اغتيال الرئيس الأمريكي جون كينيدي
كان اغتيال الرئيس جون كينيدي بتاريخ 22 نوفمبر عام 1963 وما تبعه من اغتيال المتهم الرئيسي في قتله لي هارفي أوزوالد بعد يومين على يد جاك روبي محطًا لعدد كبير من نظريات المؤامرة والإدعاءات غير المعززة بالأدلة. فذهبت هذه النظريات لإلقاء اللوم وراء اغتيال كينيدي على وكالة المخابرات المركزية أو المافيا أو نائب الرئيس حينها ليندون جونسون أو رئيس الوزراء الكوبي آنذاك فيدل كاسترو أو الاستخبارات السوفيتية أو مزيج فيما بينها. تشير أحد التقديرات إلى كتابة أكثر من ألف كتاب حول اغتيال كينيدي، وعلى الأقل فإن تسعين بالمئة من هذه الكتب كانت تتبنى رواية تدَّعي وجود مؤامرة ما وراء حادثة الاغتيال. ولذلك فقد أصبح اغتيال كينيدي أحد أبرز نظريات المؤامرة على الإطلاق.

### كيمتريل
كيمتريل هو السحاب الأبيض الذي ينتشر في السماء والشبيه بالخطوط المتكثفة التي تطلقها الطائرات ولكنه يتركب من مواد كيميائية أو ضبوب ولايحتوي على بخار الماء. يُرش هذا الغاز عمدا من على ارتفاع عال، وقد تزايدت الشكوك حول الغرض من استخدامه من قبل الكثير من اتباع نظريات المؤامرة.

### أحداث 11 سبتمبر 2001
نظريات مؤامرة الحادي عشر من سبتمبر هي مجموعة نظريات مؤامرة تحلل هجمات 11 سبتمبر التي وقعت عام 2001 في الولايات المتحدة على أنها إما عمليات سطو تم السماح بحدوثها من قبل مسؤولين في الإدارة الأمريكية أو أنها عمليات منسقة من قبل عناصر لا صلة لها بالقاعدة بل أفراد في الحكومة الأمريكية أو بلد آخر.

### جمعيات الأرض المجوفة
يؤمنون أنه أن الأطباق الطائرة مصدرها من جوف الأرض وأن هذه مؤامرة دولية عالمية لتستر على موقعهم الحقيقي الأصلي ألا وهو العالم الداخلي.
ويستشهدون لما حصل في حادثة روزويل، وبما حدث في أنفاق دولسي وتصريحات المهندس المشرف عليها ((فيليب شنايدر))، وبوقائع تاريخية حدثت إبان الحرب العالمية الثانية.
فقد قال إيرنست في كتابه المسمى ((called ufos)): لقد كان هتلر يؤمن أن في جوف الأرض عالم مليء بالحياة وهناك بشر عمالقة جداً في جوف الأرض وكان يقول هتلر أن جنسه الألماني الذي يرجع للأصول الآرية كانوا عمالقة طويلون جداً في قديم الزمان ومع مرور الوقت والزمن ومصاهرتهم للناس فقدوا طولهم ويقول هتلر ألان يمكن أن يتزاوجوا مع العمالقة الذين في العالم الداخلي ويكتسبوا ويسترجعوا طول أجدادهم الآريين العمالقة.

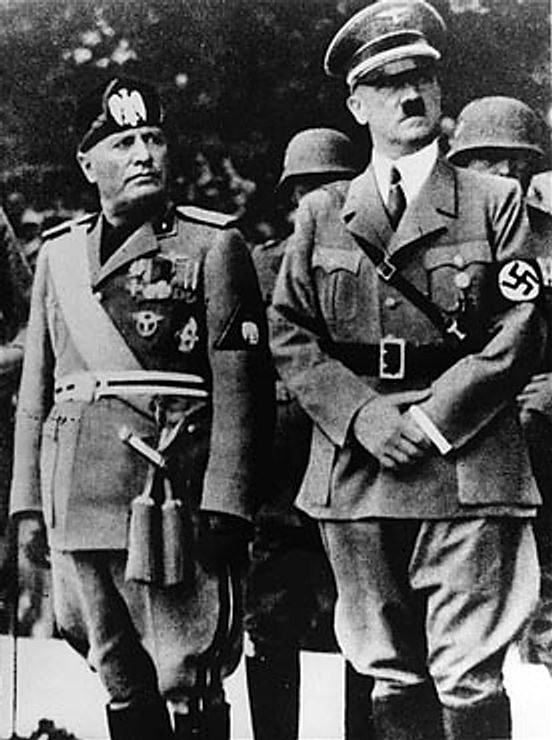

### هجرة هتلر لبوابة القطب الجنوبي إبان انتهاء الحرب
لقد قال رئيس جمعية ثول إيفان بوييز: أنه بعد الحرب العالمية الثانية اكتشف الحلفاء أن ألفي عالم وبروفيسور ألماني وإيطالي قد اختفوا تماماً، بالإضافة إلى مليون من السكان. وهناك دلائل قوية تشير إلى أنهم توجهوا للمناطق القطبية للدخول لعالم جوف الكرة الأرضية من خلال فتحة القطب الجنوبي.
وقد بعثت الأمم المتحدة والحلفاء البعثات والجيوش بقيادة الأدميرال «ريتشارد بيرد» في عملية هاي جامب العسكرية الامركية عام 1947 وقد سجل التاريخ ذلك.
وهذه العملية الحربية المسماة هاي جامب للقضاء على هتلر والألمان في القطب الجنوبي، ويؤمن أصحاب نظرية الأرض المجوفة أن الزعيم النازي هتلر لم يمت بل هاجر إلى القطب الجنوبي وأرسلت له الولايات المتحدة الأساطيل للقبض عليه ولكنهم تم ردعهم من قبل أصحاب الأطباق الطائرة المجهولة المصدر لهم في ذاك الزمان، وكان القصد من حملة الأدميرال ريتشارد بيرد هو تحديد مكانهم والقبض عليهم.
وقد ذكر في مذكراته كيف دخل إلى بلاد الأرياني وأجبرته طائرات الفلغلارد Flugelrads (أطباق طائرة) على الهبوط، ثم حملوه رسالة إلى قادة بلاده وأطلقوا سبيله. عاد الأدميرال من مغامرته الغريبة ليخبر البنتاغون والرئيس بما رآه ولكنهم أمروه بأن يبقى صامتاً.
وأدعى أن هنالك مئات الوثائق والأدلة التاريخية التي تؤكد مشاركة الأطباق الطائرة بجانب هتلر بالحرب العالمية الثانية، وليس هذا فقط بل وأمر البنتاغون الأمريكي الأمم المتحدة أن تعتزم نظرية تجويف كوكب الأرض بـ«النظرية الزائفة والعلوم المفتراة» للتعتيم على الحقيقة لكي لا تعرف الرعية ما يجيري حولها.

#### الرد على نظرية المؤامرة الكبرى
إن الاتهامات التي يوجهها أنصار هذه النظرية إلى البنتاغون لا ترتقي لتكون دليلاً على أن هناك عالم تحت الأرض يسكنه مخلوقات فضائية، وذلك للأسباب التالية:
• أن كل الدراسات حتى اليوم الحاضر تؤكد عدم وجود مخلوقات فضائية داخل دهاليز الأرض، والقول بأنه من غير المعقول أن يكون داخل الارض هو براكين فقط، فأنه من غير المعقول أيضاً أن يكون هنالك سكان فيها
• من جهة أخرى فإن كثرة الأفلام التي تتناول الموضوع ليس دليلاً على وجودها، وقد كانت هنالك في العصور الغابرة أساطير عن الآلهة وكانت منتشرة في ذلك الوقت وهذا لا يعني وجودها.
• أن كثرة أفلام هوليوود يعني عدم وجود تكتم على الموضوع، وأن القصة نالت أكبر من حجمها أصلاً.
• أن النظرية ظهرت من مذكرات وقصص أفراد وهذا يجعلها فرضية أقل منها نظرية، ولا يوجد ما يحولها إلى حقيقة.

## الشعبية
بعض المدارس تقول إن نظريات المؤامرة كانت تقتصر في السابق على جماهير هامشية وأنها أصبحت شائعة في وسائل الإعلام، مما ساهم في بروز نظريات المؤامرة كظاهرة ثقافية في الولايات المتحدة في أواخر القرن العشرين وأوائل القرن الحادي والعشرين، ووفقًا لعلماء الأنثروبولوجيا تود ساندرز (Todd Sanders) وهاري غ. ويست (Harry G. West)، فإن الأدلة تشير إلى أن المقطع العرضي الواسع (الكمي) للأميركيين اليوم يعطي المصداقية لبعض نظريات المؤامرة على الأقل، والاعتقاد في نظريات المؤامرة كان متواجدًا قبل أن يصبح موضوع اهتمام لعلماء الاجتماع وعلماء النفس والخبراء في الفولكلور.
توجد نظريات المؤامرة على نطاق واسع على شبكة الإنترنت في المدونات ومقاطع الفيديو على يوتيوب، وكذلك على وسائل الإعلام الاجتماعية، وما إذا كان الويب قد زاد من انتشار نظريات المؤامرة أم لا هو سؤال بحث مفتوح، فقد تم رصد ودراسة وجود نظريات المؤامرة في نتائج محرك البحث ودراستها، وهذا أظهر تباينًا كبيرًا في مختلف الموضوعات، وغيابًا عامًا للروابط عالية الجودة وذات السمعة الجيدة في النتائج.

## أنماط نظرية المؤامرة

### أنواع ووكر الخمس
حدد جيسي ووكر (2013) خمسة أنواع من نظريات المؤامرة:
- يشير مصطلح «العدو الخارجي» إلى نظريات تستند إلى شخصيات يُزعم أنها تقوم بالتخطيط ضد مجتمع ما من الخارج.
- في «العدو الداخلي» المتآمرين داخل الأمة ولا يمكن تمييزهم عن المواطنين العاديين.
- «العدو الأعلى» وهم أشخاص أقوياء يتلاعبون بالأحداث من أجل مكاسبهم الخاصة.
- وفي «العدو الأدنى» الطبقات الأدنى تعمل على قلب النظام الاجتماعي.
- «المؤامرات الخيّرة» هي قوى ملائكية تعمل خلف الكواليس لتحسين العالم ومساعدة الناس.[22]

### أنماط باركون الثلاث
حدد باركون ثلاثة تصنيفات لنظرية المؤامرة:
- نظريات المؤامرة للأحداث: وهذا يشير إلى أحداث محددة ومعرّفة بشكل جيد، وتشمل الأمثلة نظريات مؤامرة مثل تلك التي تتعلق باغتيال كينيدي، وأحداث الحادي عشر من سبتمبر، وانتشار مرض الإيدز.
- نظريات المؤامرة المنظمة: ويعتقد فيها أن المؤامرة لديها أهداف واسعة، وعادة ما تكون حول إحكام السيطرة على بلد أو منطقة ما أو حتى على العالم بأسره، وتكون الآلية التآمرية بسيطة بشكل عام: منظمة واحدة شريرة تنفذ خطة للتسلل وتخريب المؤسسات القائمة، وهذا هو السيناريو الشائع في نظريات المؤامرة التي تركز على مكائد مزعومة من قبل اليهود، أو الماسونيون الأحرار، أو الشيوعيون، أو الكنيسة الكاثوليكية...إلخ
- نظريات المؤامرة الفائقة: بالنسبة إلى باركون تربط هذه النظريات بين مؤامرات مزعومة متعددة التسلسل الهرمي، وفي القمة قوة شريرة بعيدة ولكن قوية، واعتمد في الأمثلة التي ذكرها على أفكار ديفيد إيك وميلتون وليام كوبر.[23]

### روثبارد: السطحي مقابل العميق
يجادل موراي روثبارد لصالح نموذج يقارن بين نظريات المؤامرة «العميقة» ونظريات المؤامرة «السطحية»، ووفقًا لروثبارد فإن مخترع أو مصدق النظريات السطحية يلاحظ حدثًا ويسأل «من المستفيد؟» ويقفز إلى استنتاج مفاده أن المستفيد المفترض مسؤول عن التأثير في الأحداث بشكل سري، ومن ناحية أخرى، يبدأ مخترع أو مصدق نظريات المؤامرة العميقة بحدس ثم يبحث عن أدلة، ويصف روثبارد هذا النشاط الأخير كمسألة للتأكيد مع حقائق تابعة لأوهام الشك الخاصة بالشخص.

## الدليل مقابل نظريات المؤامرة
عادة ما يشار إلى النظريات التي تتضمن متآمرين متعددين والتي ثبت أنها صحيحة مثل فضيحة ووترغيت، على أنها «صحافة استقصائية» أو «تحليل تاريخي» بدلاً من نظرية المؤامرة، وعلى النقيض من ذلك يستخدم مصطلح «نظرية مؤامرة ووترغيت» للإشارة إلى مجموعة متنوعة من الفرضيات التي كان فيها المدانون في المؤامرة هم في الواقع ضحايا مؤامرة أعمق.
يقارن نعوم تشومسكي نظرية المؤامرة بالتحليل المؤسسي الذي يركز في الغالب على الجمهور، والسلوك طويل الأمد للمؤسسات المعروفة علنًا، كما هو مسجل في -على سبيل المثال- الوثائق العلمية أو التقارير الإعلامية السائدة، بينما نظرية المؤامرة على العكس من ذلك تفترض وجود تحالفات سرية لبعض الأفراد وتتكهن بأنشطتهم المزعومة.

## المؤامرة كفكرة عالمية
تم تعميم مصطلح «المؤامرة» من قبل الأكاديمي فرانك ب. مينتز في الثمانينيات، ووفقًا لمينتز تشير المؤامرة إلى «الاعتقاد في أسبقية المؤامرات في كشف التاريخ»:

### في الشرق الأوسط
```
لاحظ ماثيو غراي أن نظريات المؤامرة هي سمة سائدة في الثقافة والسياسة العربية، وتتنوع المؤامرات لتشمل 
الاستعمار
 
والصهيونية
 والقوى العظمى والنفط والحرب على الإرهاب التي قد يشار إليها على أنها حرب ضد الإسلام، وقد اقترح الصحفي 
روجر كوهن
 أن شعبية نظريات المؤامرة في العالم العربي هي الملاذ الأخير للضعفاء من البسطاء وعامة الشعب، كما لاحظ عبد المؤمن سعيد خطر مثل هذه النظريات لأنها «لا تبعدنا عن الحقيقة فقط، وإنما عن مواجهة أخطائنا ومشاكلنا أيضًا.»
[
27
]
[
28
]
[
29
]
```

## عوامل الجذب لنظرية المؤامرة
وفقًا لباركون فإن تفسير جاذبية نظريات المؤامرة يتضمن الثالوث التالي:
- أولاً: تدّعي نظريات المؤامرة تفسير ما لا يمكن للتحليل المؤسسي تفسيره، وتبدو أنها تجعل العالم المربك أكثر منطقية.
- ثانيًا: تفعل ذلك بطريقة بسيطة بشكل جذاب بتقسيم العالم لقوى النور وقوى الظلام، بحيث تعيد كل الشرور إلى مصدر واحد هم المتآمرين ووكلائهم.
- ثالثًا: غالبًا ما تُعرض نظريات المؤامرة على أنها معرفة سرية خاصة غير معروفة أو لا يقدرها أي شخص آخر، وبالنسبة لمنظري المؤامرة، فإن الجماهير عبارة عن قطيع مغسول الدماغ، في حين أن منظري المؤامرة يملكون المعرفة ويمكنهم أن يهنئوا أنفسهم على اختراق خداع المتآمرين."[30][31]

### الأصول النفسية
يعتقد بعض علماء النفس أن البحث عن معنى شائع في المؤامرة، وبمجرد معرفتها قد يؤدي تحيز التأكيد وتجنب التنافر المعرفي إلى تعزيز الاعتقاد، وفي سياق تصبح فيه نظرية المؤامرة تحظى بشعبية داخل مجموعة اجتماعية، فقد تلعب التعزيزات المجتمعية دورًا مساويًا.

#### الإسقاط النفسي
أشار بعض المؤرخين أن هناك عنصر من الإسقاط النفسي في المؤامرة، وهذا الإسقاط وفقًا للحجة يتجلى في شكل إسناد خصائص غير مرغوب فيها من الذات إلى المتآمرين.

## التفسيرات الاجتماعية
شبَّه الصحفي والكاتب كريستوفر هيتشنز نظريات المؤامرة بــ«أدخنة عوادم الديمقراطية»، معتبراً أنها النتيجة التي لا يمكن تجنبها حين تتوافر كمية كبيرة من المعلومات المتداولة بين عدد كبير من الناس.
قد تُعطي نظريات المؤامرة شعورًا بالرضا من الناحية العاطفية، فمن خلال إلقاء اللوم على مجموعة لا ينتمي إليها مُدَّعي ومصدق هذه النظرية، وهو بالتالي ما يعفيه من المسؤولية الأخلاقية أو السياسية في المجتمع، وبالمثل: كتب الصحفي روجر كوهن في النيويورك تايمز بأن «العقول الأسيرة تلجأ إلى نظرية المؤامرة لأنها الملاذ الأخير للضعفاء، إذا لم تستطع تغيير حياتك الخاصة، فلا بد من وجود قوة كبرى تسيطر على العالم.»
وجد مؤرخ علم الاجتماع هولغر هيرويغ عند دراسته للتفسيرات الألمانية وراء أصول اندلاع الحرب العالمية الأولى بأن الأحداث الأكثر أهمية في التاريخ هي فعليًا أكثرها صعوبة للفهم لأنها ستلاقي اهتمامًا غير منقطع النظير من حابكي الأساطير ومزوري التاريخ.

### تأثير النظرية النقدية
يقترح عالم الاجتماع الفرنسي برونو لاتور أن الشعبية الكبيرة لنظريات المؤامرة في الثقافة الجماهيرية قد تكون عائدة جزئيًا إلى الانتشار الواسع للنظرية النقدية المستوحاة من الماركسيين والأفكار المماثلة في الأوساط الأكاديمية منذ سبعينيات القرن العشرين.

## مدى استمرار نظريات المؤامرة
نشر الفيزيائي وباحث السرطان الأيرلندي ديفيد روبرت غرايمز تقديرًا للوقت الذي ستستغرقه نظريات المؤامرة المزعومة قبل أن تُفضَح بناءً على عدد الأشخاص المعنيين:
- تتطلب نظرية مؤامرة خدعة الهبوط على القمر مشاركة 411,000 شخص حتى تكتشف في غضون 3.68 سنة.
- تتطلب نظرية مؤامرة نكران التغير المناخي 450,000 شخص لتكتشف في غضون 3.70 سنة.
- تتطلب مؤامرة اللقاح المزعومة ما لا يقل عن 22,000 شخص (بدون شركات أدوية) لتتكشف في غضون 3.15 سنة على الأقل ونحو 34.78 سنة على الأكثر اعتمادًا على العدد المعني.
- تتطلب نظرية مؤامرة لمنع اكتشاف علاج للسرطان 714,000 شخص لتتكشف في غضون 3.17 سنة.